# Domenico Genoese Zerbi (ingegnere)
Domenico Zerbi (Reggio Calabria, 1882 – Reggio Calabria, 1942) è stato un ingegnere italiano.

## Biografia
Laureato in ingegneria all'Università di Bologna, collaborò attivamente per la ricostruzione della sua città d'origine, quasi completamente distrutta dal drammatico terremoto del 1908. Le sue spoglie riposano all'interno della Cappella di famiglia a Taurianova.

## Realizzazioni
Con la collaborazione degli architetti Pertini e Merzanis, Domenico Zerbi progettò numerosi palazzi, tra i quali: 
- Villa Zerbi, sul lungomare Falcomatà, intitolata a Saverio Genoese Zerbi;
- Palazzo Genoese Zerbi, in corso Garibaldi, intitolato a Paolo Genoese Zerbi;
- Palazzo De Blasio, sul lungomare Falcomatà, ospita il Liceo statale Tommaso Gullì;
- Palazzo Pucci, in corso Garibaldi;
- Villa Cipriani, in via del Torrione;
- Ponte Annunziata, sull'omonimo torrente.

## Galleria d'immagini

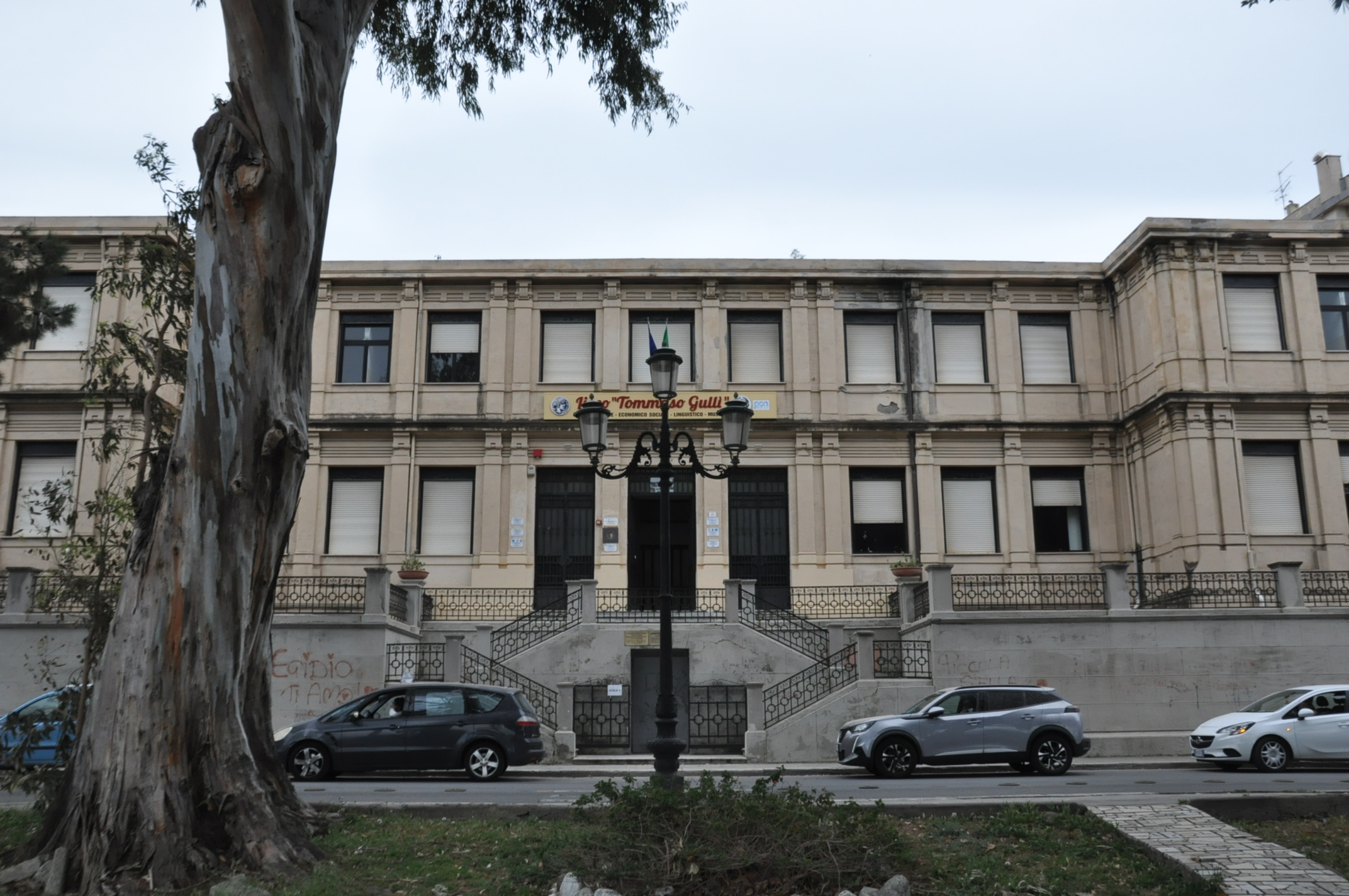
Palazzo De Blasio
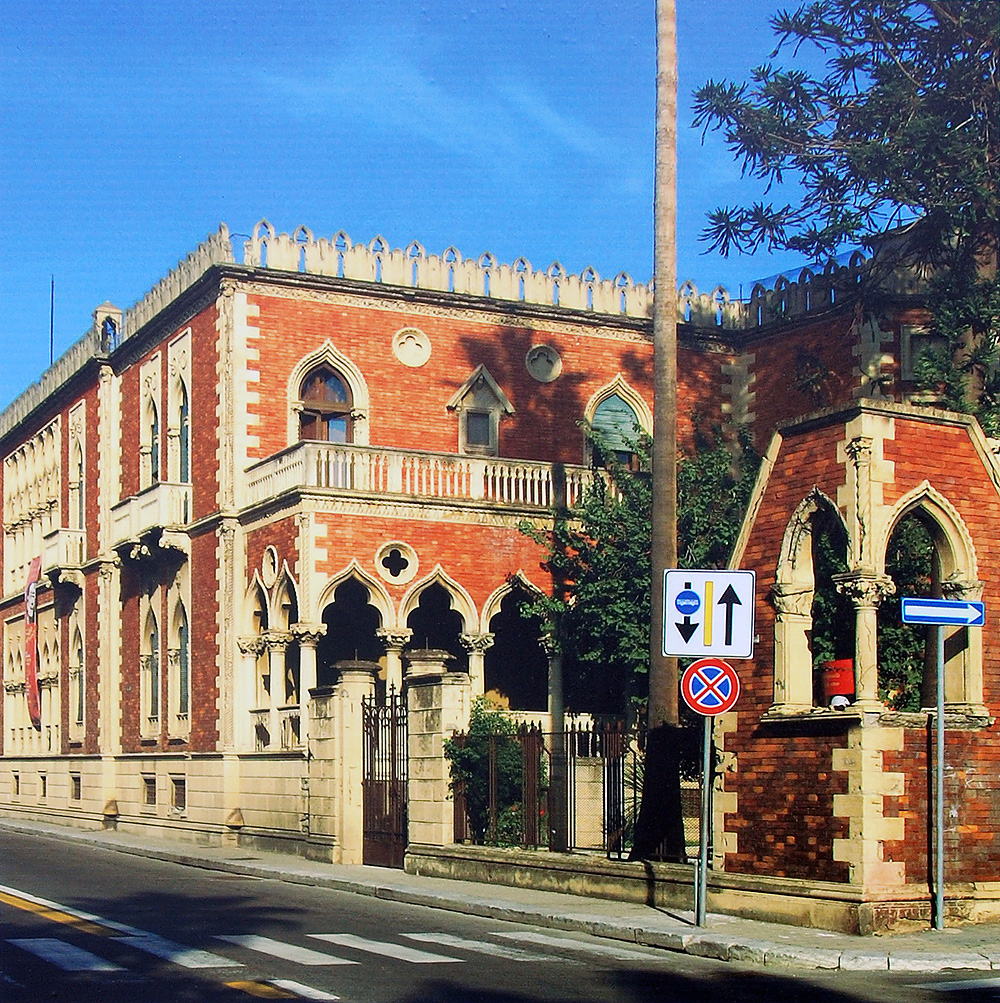
Villa Genoese Zerbi
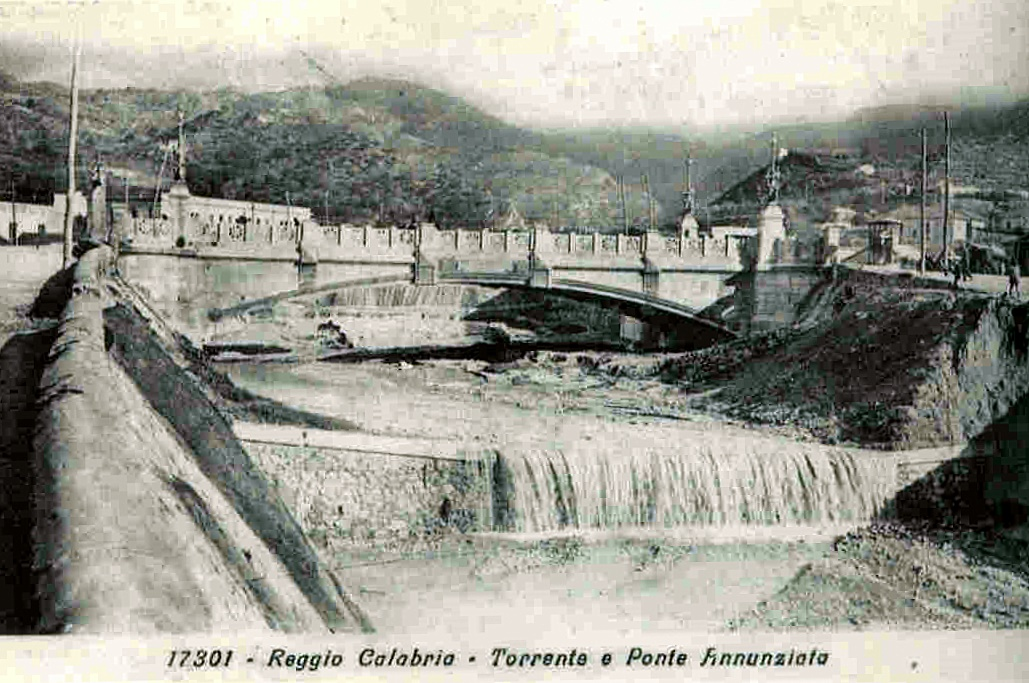
Ponte Annunziata